# Estació de Montcada i Reixac - Sant Joan
Montcada i Reixac - Sant Joan és una estació de ferrocarril fora de servei propietat d'adif situada a Montcada i Reixac a la comarca del Vallès Occidental. L'estació es troba a la línia Barcelona-Ripoll per on circulen trens de la línia R3 de Rodalies de Catalunya operat per Renfe Operadora.
Aquesta estació de l'antiga línia de Barcelona a Sant Joan de les Abadesses (actualment el tram Ripoll - Sant Joan de les Abadesses és una via verda) va entrar en servei l'any 1886 quan es va obrir un nou ramal per evitar pagar un cànon a MZA per utilitzar la línia de Girona, des de Granollers Centre, per arribar a Barcelona. Aquest nou ramal de Sant Martí de Provençals a Llerona finalment només es va construir fins a Montcada on enllaça amb la línia de Manresa. Es va tancar al servei de viatgers l'estiu del 1992, poc abans dels Jocs Olímpics de Barcelona´92.